# Mojo Rawley
Dean Muhtadi (ur. 17 lipca 1986 w Alexandrii w Wirginii) – amerykański wrestler i były gracz futbolu amerykańskiego na pozycji defensywnej, obecnie występujący w federacji WWE w brandzie SmackDown pod pseudonimem ringowym Mojo Rawley.

## Kariera profesjonalnego wrestlera

### WWE

#### NXT (2012–2016)
Muhtadi spędził 18 miesięcy rehabilitacji po kontuzji odniesionej podczas gry dla zespołu Arizona Cardinals. Otrzymał ofertę powrotu do NFL, jednakże zdecydował się na rozpoczęcie kariery profesjonalnego wrestlera i podpisał kontrakt z WWE w sierpniu 2012. Został przypisany do rozwojowego brandu WWE NXT, gdzie przyjął pseudonim ringowy Mojo Rawley.
Zadebiutował w telewizji 29 maja 2013 na odcinku tygodniówki NXT, gdzie wziął udział w Battle Royalu, który wygrał Bo Dallas. Zaadaptował charakter postaci, która żyje pełna energii i wierzy, że "tylko wtedy może osiągnąć życiowe cele". Rawley pokonał CJ-a Parkera na gali NXT Arrival i rozpoczął pasmo nieprzerwanych zwycięstw w walkach z Parkerem, Sylvestrem Lefortem i Oliverem Greyem. 29 maja 2014 na gali NXT TakeOver został zaatakowany przez Alexandra Ruseva. Rawley uformował krótkotrwały tag-team z Bullem Dempseyem, lecz obaj przegrali w pierwszej rundzie turnieju wyłaniających pretendentów do NXT Tag Team Championship, wskutek czego Dempsey odwrócił się od Rawleya. Na gali NXT TakeOver: Fatal 4-Way przegrał z Dempseyem. W październiku odniósł kontuzję ramienia, przez którą nie występował przez sześć miesięcy.
Kiedy w czerwcu 2015 do NXT dołączył Zack Ryder, powracający Rawley postanowił utworzyć z nim drużynę The Hype Bros. 10 czerwca na odcinku NXT pokonali Eliasa Samsona i Mike’a Rallisa. 22 sierpnia na gali NXT TakeOver: Brooklyn wraz z Enzo Amore i Colinem Cassadym pokonali Jasona Jordana, Chada Gable'a i The Mechanics (Scotta Dawsona i Dasha Wildera) w 8-osobowym tag-team matchu. 16 października na odcinku NXT przegrali pojedynek z The Vaudevillains o tytuły tag-team. 11 listopada na odcinku NXT, The Hype Bros wraz z Bayley pokonali Blake’a i Murphy’ego oraz Alexę Bliss. 10 lutego 2016 pokonali Corey;a Hollinsa i Johna Skylera w tag-team matchu.

#### SmackDown (od 2016)
Wskutek przywrócenia podziału WWE na brandy i draftu, Rawley był jedną z gwiazd NXT, która została przeniesiona do głównego rosteru - został przypisany do brandu SmackDown, w którym występował również jego tag-team partner Zack Ryder. Zadebiutował na gali Battleground, gdzie uratował Rydera od ataku ze strony Ruseva. Podczas pre-show gali SummerSlam, The Hype Bros wraz z American Alpha (Jasonem Jordanem i Chadem Gable) oraz The Usos pokonali The Vaudevillains (Aidena Englisha i Simona Gotcha), Breezango (Tylera Breeze'a i Fandango) oraz The Ascension (Konnora i Viktora). 30 sierpnia na tygodniówce SmackDown Live, The Hype Bros pokonali The Vaudevillains i przeszli do półfinału turnieju o nowo-wprowadzone WWE SmackDown Tag Team Championship, lecz na tym szczeblu zostali pokonani przez Heatha Slatera i Rhyno. Duet zawalczył na gali Backlash z The Usos o miejsce w finale, jednakże przegrali pojedynek. 25 października na SmackDown, The Hype Bros pokonali The Ascension i zakwalifikowali się do tag-teamowej drużyny SmackDown na galę Survivor Series, podczas której wyeliminowali ich Karl Anderson i Luke Gallows, a sam pojedynek wygrała drużyna Raw. 13 grudnia na odcinku SmackDown Live wygrali drużynowy Battle Royal wyłaniający pretendentów do tytułów tag-team, lecz Ryder odniósł kontuzję wyłączającą go z akcji na kilka miesięcy, wskutek czego anulowano ich status pretendentów.
24 stycznia 2017 na SmackDown Live, Rawley wygrał battle royal kwalifikujący go do 2017 Royal Rumble matchu. Dołączył do walki jako czwarty uczestnik, lecz został wyeliminowany przez Brauna Strowmana. Pokonał Hawkinsa podczas pre-show gali Elimination Chamber. 7 marca podczas tygodniówki SmackDown Live ogłosił swoje uczestnictwo w corocznym André the Giant Memorial Battle Royalu. Podczas pre-show WrestleManii 33 wygrał pojedynek i stał się czwartym zwycięzcą trofeum.

## Życie prywatne
Dean Muhtadi jest synem T.J. Muhtadiego i Marii Muhtadi-Roach. Ma czworo rodzeństwa. Pracował w usługach finansowych banku Morgan Stanley. Po ukończeniu szkoły kontynuował pracę w firmie. Jest przyjacielem gracza NFL Roba Gronkowskiego, który podczas WrestleManii 33 pomógł mu wygrać André the Giant Memorial Battle Royal.

## Styl walki
- Finishery
  - Hyper Drive (Seated senton – 2014–2016 lub fireman’s carry flapjack – od 2016)[20][21]
  - Running forearm smash na przeciwniku siedzącym w narożniku[22][23]
- Inne ruchy
  - It's Hammer Time (Sitout double axe handle)
  - Jumping hip attack[20][21][24][25]
  - Stinger splash[21][24][25], czasami wykonywany wielokrotnie[26]
  - Running low-angle shoulder block
- Z Zackiem Ryderem
  - Drużynowe finishery
    - Hype Ryder (Rough Ryder (Ryder) i Spinebuster (Rawley))[13]
- Motywy muzyczne
  - "Meat Your Metal" ~ Serval Attack (NXT; 2013 – 2 czerwca 2014)
  - "Believe The Hype" ~ CFO$[27] (NXT/WWE; od 2 czerwca 2014)
  - "Stay Hype, Bro" ~ CFO$[28] (NXT/WWE; od 19 sierpnia 2015; używany podczas współpracy z Zackiem Ryderem)

## Mistrzostwa i osiągnięcia
- Pro Wrestling Illustrated
  - PWI umieściło go na 170. miejscu w top 500 wrestlerów w rankingu PWI 500 w 2014[29].

- WWE
  - André the Giant Memorial Trophy (2017)
  - SmackDown Tag Team Championship (2020) z Naomi